# Dallas Open (Grand Prix)
Il Dallas Open è stato un torneo di tennis facente parte del Grand Prix giocato nel 1983 a Dallas negli Stati Uniti su campi in cemento.

## Albo d'oro

### Singolare
| Anno       | Campione      | Finalista     | Punteggio     |
| ---------- | ------------- | ------------- | ------------- |
| 1971       | John Newcombe | Arthur Ashe   | 7–6, 6–4      |
| 1972- 1982 | Non disputato | Non disputato | Non disputato |
| 1983       | Andrés Gómez  | Brian Teacher | 6–7, 6–1, 6–1 |

### Doppio
| Anno       | Campioni                  | Finalisti                     | Punteggio     |
| ---------- | ------------------------- | ----------------------------- | ------------- |
| 1971       | Tom Okker Marty Riessen   | Robert Lutz Charlie Pasarell  | 6–3, 6–4      |
| 1972- 1982 | Non disputato             | Non disputato                 | Non disputato |
| 1983       | Nduka Odizor Van Winitsky | Steve Denton Sherwood Stewart | 6–3, 7–5      |